# Synchestra
Synchestra je drugi i posljednji studijski album kanadskog progresivnog metal sastava The Devin Townsend Band. Diskografska kuća HevyDevy Records objavila ga je 31. siječnja 2006.

## Pozadina
Nakon što je objavio četiri samostalna albuma pod imenom Devin Townsend na kojem su svirali različiti glazbenici, Townsend je 2002. godine odlučio osnovati trajnu grupu za izvedbu samostalnog glazbenog materijala. Osnovao je The Devin Townsend Band, čiji su članovi bili gitarist Brian Waddell, basist Mike Young, bubnjar Ryan Van Poederooyen i klavijaturist Dave Young. Novoosnovana je skupina objavila svoj prvi album Accelerated Evolution u ožujku 2003. godine. Sastav je snimao pjesme i odlazio na turneje u isto vrijeme kad i Townsendov ekstremni metal projekt, Strapping Young Lad, koji je činio isto za svoj treći studijski album Strapping Young Lad.
Nakon te zahtjevne godine Townsend je u ožujku 2004. godine započeo rad na četvrtom albumu Strapping Young Lada pod imenom Alien. Smatrajući kako Strapping Young Lad nije ispunio očekivanja, Townsend je odlučio učiniti svoj sljedeći album ekstremnijim.
Ubrzo nakon objave Aliena u ožujku 2005. godine Townsend je započeo raditi na sljedećem albumu The Devin Townsend Banda, izvornog radnog naziva Human. Townsend je opisao album kao Alienov "ugodniji" kolega. Glazbeni je uradak na koncu dobio ime Synchestra te je, prema Townsendovim riječima, "u biti album koji govori o silasku na zemlju nakon provođenja nekog vremena u svemiru s Alienom".
Synchestra je uglavnom snimljena i miksana u Townsendovu kućnom studiju, The Devlabu. Bubnjevi Van Poederooyena snimljeni su u studiju Armoury Studios u Vancouveru. U studiju Hipposonic Studios snimljene su dionice za bas-gitaru i miksan je dio albuma. Inženjer zvuka na albumu bio je Shaun Thingvold, koji je također radio za grupe Strapping Young Lad i Fear Factory.

## Glazbeni stil
Townsend na Synchestri prikazuje široku lepezu glazbenih stilova, spajajući svojstveni stil "pop metala" s utjecajima narodne glazbe, polke i bliskoistočne glazbe te "šačicom headbangajućih trenutaka". Basist Mike Young i gitarist Brian Waddell zajedno pjevaju na dodatnoj skladbi "Sunshine and Happiness". Klavijaturist Dave Young također svira gitaru na "Sunshine and Happiness" i "Sunset". "Triumph" sadrži country dionicu utemeljenu na pjesmi "On the Pipe" Stevea Morsea s albuma The Introduction, kao i solističku gitarsku dionicu koju je odsvirao Steve Vai, na čijem je albumu Sex & Religion Townsend bio glavni pjevač.
Budući da se album smatra jednom cjelokupnom skladbom, nekoliko pjesama ponavlja glazbene teme već izvedene na prethodnim pjesmama; na skladbu "Judgement" poslije će aludirati pjesma "Polyphony" na albumu The New Black Strapping Young Lada.

## Objava
Synchestra je objavljena 31. siječnja 2006. godine. Album je u Sjevernoj Americi objavila Townsendova diskografska kuća HevyDevy Records, a u Europi InsideOut. Posebna inačica od dva CD-a objavljena je na isti dan kao i standardna. Posebna inačica sadrži koncertni studijski DVD pod nazivom "Safe Zone", koji prikazuje izvedbu osam skladbi uživo u studiju, kao i dodatni materijal koji je uvrstila skupina. Posebna je inačica objavljena u digipak i standardnom formatu. Za pjesmu "Vampira" snimljen je glazbeni spot.

## Popis pjesama
Tekstovi i glazba: Devin Townsend. 
| 1.    | »Let It Roll«                               | 2:52 |
| 2.    | »Hypergeek«                                 | 2:20 |
| 3.    | »Triumph«                                   | 7:08 |
| 4.    | »Babysong«                                  | 5:30 |
| 5.    | »Vampolka« (instrumental)                   | 1:36 |
| 6.    | »Vampira«                                   | 3:27 |
| 7.    | »Mental Tan«                                | 2:15 |
| 8.    | »Gaia«                                      | 6:03 |
| 9.    | »Pixillate«                                 | 8:17 |
| 10.   | »Judgement«                                 | 5:55 |
| 11.   | »A Simple Lullaby«                          | 7:09 |
| 12.   | »Sunset« (instrumental)                     | 2:31 |
| 13.   | »Notes from Africa«                         | 7:42 |
| 14.   | »Sunshine and Happiness« (skrivena skladba) | 2:35 |
| 65:20 |                                             |      |

## Recenzije
Album se našao na 33. mjestu glazbene ljestvice u Finskoj, 85. mjestu u Njemačkoj i 128. mjestu u Francuskoj. Uglavnom je dobio pozitivne kritike. Greg Prato, glazbeni kritičar sa stranice AllMusic, pohvalio je raznolikost i originalnost albuma, izjavivši kako se "Townsend sa svakim svojim uratkom čini sve više glazbeno odvažnijim za razliku od nekih drugih rockera veterana koji, što više prolaze godine, sve više igraju na sigurno." Scott Alisoglu sa stranice Blabbermouth.net u pozitivnom je svjetlu usporedio album s albumom Accelerated Evolution. Napisao je kako Synchestra sadrži "malo izravnije melodije", ali da su "i dalje vrlo progresivne."

## Zasluge
| The Devin Townsend Band - Mike Young – dodatni vokali (na pjesmi 14), bas-gitara, kontrabas, tuba, snimanje - Ryan van Poederooyen – bubnjevi - Brian Waddell – dodatni vokali (na pjesmi 14), gitara - Dave Young – gitara (na pjesmi 14), klavijature, klavir, Hammond orgulje, mandolina, snimanje - Devin Townsend – vokali, gitara, programiranje, inženjer zvuka, uređivanje, miksanje, produkcija Dodatni glazbenici - Heather Robinson – dodatni vokali - Deborah Tyzio – dodatni vokali - Chris Valagao – dodatni vokali - Steve Vai – solo gitara (na pjesmi 3) - Daniel Young – tamburin (na pjesmi 5) - Rocky Milino Jr. – Dobro gitara (na pjesmi 3) | Ostalo osoblje - Shaun Thingvold – dodatni inženjer zvuka - Omer Cordell – fotografija - Alex – snimanje (bas-gitare) - Nick Tyzio – snimanje (Deborinih vokala) - Rob – snimanje (bubnjeva) - Tim Steinruck – snimanje (Heatherinih vokala) - Jay Van Poederooyen – uređivanje (bubnjeva) - Geoffrey Rousselot – ilustracija, dizajn - Greg Reely – mastering |